# Římskokatolická farnost Žehuň
Římskokatolická farnost Žehuň je územním společenstvím římských katolíků v rámci kutnohorsko-poděbradského vikariátu královéhradecké diecéze.

## O farnosti

### Historie
Vznik plebánie v Žehuni je spojen s benediktinskými mnichy z Opatovic nad Labem, kteří zde v roce 1137 postavili kostel. Farnost přestala být po polovině 20. století obsazována sídelním knězem a duchovní správa začala být obstarávána excurrendo odjinud.

### Duchovní správci
- 1971–1991 R.D. Rudolf Vošický (8. 6. 1931 – 4. 10. 2017) (interkalární administrátor)
- 1991–2007 R.D. Václav Netuka (2. 10. 1929 – 9. 3. 2019) (administrátor)
- 2007–2019 Mons. Vladimír Hronek (administrátor excurrendo z Poděbrad)
- 2019–současnost ICLic Mgr. Petr Kubant (administrátor excurrendo z Poděbrad)

### Současnost
Farnost Žehuň je administrována excurrendo z Poděbrad.
| Kostel                           | Místo     | Bohoslužba             | Bohoslužba             | Poznámka        |
| -------------------------------- | --------- | ---------------------- | ---------------------- | --------------- |
| Kostel Narození Panny Marie      | Choťovice | neslouží se pravidelně | neslouží se pravidelně | filiální kostel |
| Kostel svatého Gotharda, biskupa | Žehuň     | neslouží se pravidelně | neslouží se pravidelně | farní kostel    |